# 和歌山県道104号山内恋野線
和歌山県道104号山内恋野線（わかやまけんどう104ごう やまうちこいのせん）は、和歌山県橋本市を通る一般県道である。

## 概要
橋本市隅田町山内から橋本市恋野に至る。
2018年（平成30年）11月2日、終点付近の恋野橋が紀ノ川の増水の影響で橋脚が傾斜していることがわかり通行止めとなる。恋野橋は1955年（昭和30年）に作られていて老朽化が進んでおり、近くに新橋を建設中であったが、迂回路の橋（国道370号の橋本橋）が3 km以上離れているため、通行止め中の代替路として仮設橋が建設され、2019年（平成31年）3月24日より通行可能となった。
新橋は2020年（令和2年）3月7日に開通した。架設橋は通行止めとなり、今後撤去される。

### 路線データ
- 起点：和歌山県橋本市隅田町山内
- 終点：和歌山県橋本市恋野（恋野交差点、和歌山県道・奈良県道55号橋本五條線）
- 実延長：4.956 km

## 路線状況

### 重複区間
- 国道24号（橋本市隅田町垂井・垂井交差点 - 橋本市隅田町垂井・垂井西交差点）

### 道路施設

#### 橋梁
- 山の内橋（橋本市）
- 岩倉橋（隅田川、橋本市）
- 三号橋（隅田川、橋本市）
- 垂井橋（隅田川、橋本市）
- 恋野橋（紀の川、橋本市）

## 地理

### 通過する自治体
- 橋本市

### 交差する道路
| 交差する道路                                | 交差する場所 | 交差する場所      |
| ------------------------------------------- | ------------ | ----------------- |
| 奈良県道・和歌山県道731号二見御幸辻停車場線 | 隅田町山内   | 山内交差点        |
| 国道24号 / E24 橋本道路                     | 隅田町垂井   | [ 注釈 1 ]        |
| 国道24号 重複区間起点                       | 隅田町垂井   | 垂井交差点        |
| 国道24号 重複区間終点                       | 隅田町垂井   | 垂井西交差点      |
| 和歌山県道・奈良県道55号橋本五條線          | 恋野         | 恋野交差点 / 終点 |

### 交差する鉄道
- 和歌山線

### 沿線
- 橋本市立隅田小学校
- 橋本市立隅田中学校
- 紀の川